# Roland Zoss

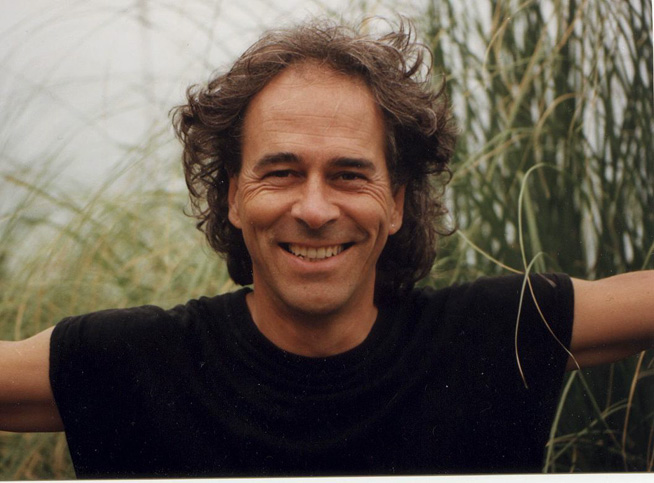
Roland Zoss (1998)

Roland Zoss (* 2. August 1951 in Bern) ist ein Schweizer Songwriter, Komponist und Lyriker.

## Leben
Roland Zoss sang ab seinem 13. Lebensjahr bei den Berner Sängerknaben. Nach einer Lehre zum Postbeamten legte er per Fernkurs die Matura ab, studierte Ethnologie, Germanistik und Musik in Bern und absolvierte eine Ausbildung zum Sekundarlehrer. Er unterrichtete von 1985 bis 2003 Sprachen, Musik und Literatur an der Akademie des Buchhandels Bern. Ab 2003 arbeitete er als freischaffender Künstler.
1979 erschien die erste LP, Roland Zoss, 1981 der Gedichtband Wer den Wind vernimmt. Ab 1998 veröffentlichte er Kinderlieder in Berndeutsch, eine Hörspielreihe über die «Schweizermaus» Jimmy Flitz sowie die ABC-Lernhilfe Xenegugeli.
Sein Buch Die Insel hinterm Mond vom Leben auf den Liparischen Inseln, wo Zoss 1976 eine zweite Heimat fand, erschien 1992. Im Jahr 2004 schlug mit dem Album in Berner Mundart Härzland samt einer Schweizer Hymne und dem Umwelt-Klassiker Walpurgisnacht eine Brücke zwischen Poesie und Musik. 2005 folgte mit I ha di gärn auf dem Album Schlummerland ein Doppelalbum aus Schlafliedern. Als Vermittler zwischen Literatur und Musik sowie Hochdeutsch und Berndeutsch übertrug er Poesie von Rainer Maria Rilke und Welthits wie In the Ghetto von Elvis Presley, First we take Manhattan, Halleluja von Leonard Cohen ins Deutsche. In Hie ir Frömdi besingt er das Leben des iranischen Exil-Autors Abbas Maroufi. Auftragskompositionen erfolgten unter anderem für die Swiss und die Schweizerische Post.
Zum Abschluss seiner Laufbahn als Musiker und Kinderlieder-Produzent erschienen 2019 die beiden Alben Baumlieder. 2021 veröffentlichte er den epochalen Roman und das Hörbuch Hippie-Härz, e Trip dür d Seventies.

## Werk

### Baumlieder
Im Projekt Baumlieder gibt Zoss 27 Bäumen eine Stimme. Die Songs, aufgeteilt in zwei Zyklen (2018 Bäume des Nordens und 2019 Bäume des Südens), kreisen um die mythologischen, klimatischen und morphologischen Eigenschaften jedes Baumes; vorerst im alemannischen Dialekt von Bern. Sie sehen die Bäume als unsere Partner und Geschwister. Zwei E-Books umfassen die Informationen (Baumlieder Textband) und die Noten (Baumlieder Notenband) zu den beiden CDs.
Das dazu zu den Bäumen des Nordens gehörende Bilderbuch für Kinder Jimmy Flitz und das Geheimnis der Bäume ist 2023 erschienen.

### Songpoet und Kinderliedermacher
Nach zwei Jahrzehnten als deutschsprachiger Liedermacher publizierte er 1999 in seiner Muttersprache Berndeutsch das Tierlieder-ABC-Dino Xenegugeli. Mit Jimmy Flitz Schweizermaus und Muku-Tiki-Mu brachte er 2001 die Weltmusik ins Kinderzimmer. Der Begründer vom Mundart-Chinderlied im Berner Dialekt produzierte rund drei Dutzend Lieder- und Hörspielalben. Mit Musikern aus Klassik, Jazz, Rap, Ländler, Folkrock schuf Zoss einen eigenen Sound, verbunden mit Künstlern wie Gottfried Helnwein, Alexander Klee oder Rolf Zuckowski. Er kreierte Konzept-Alben wie Schlummerland und die Version Slumberland World Lullabies mit Idan Raichel, Anna Murphy und Marta Gomez. Er komponierte zudem Grimm-Märli-Musicals Liedermärli in Schweizer Mundarten. Die Musik-Hörspielreihe Jimmy Flitz Schweizermaus schlägt die Brücke vom Rock zu Neuer Volksmusik.
Seit 2009 veröffentlichte Zoss auch auf dem Weltmusiklabel Putumayo. 2013 vereinte er im Weihnachtsmusical Jimmy Flitz Wiehnacht Mundartkünstler aller Stilrichtungen von Chorgesang, Folk, Kinderlied, Soul, Rap, Kirchenchor, Erzählung zu Jodel im ersten stilübergreifenden Schweizer Adventsmusical. 2016 begründete er zum 2. August mit Jimmy Flitz, e Muus im Bundeshuus und diversen Tierorganisationen den Schweizer National-Tiertag, der an den Bundesfeiertag anschliesst.

### «Tierlieder-ABC Dino Xenegugeli»
Das Tier-ABC Xenegugeli erschien 1999 als Bild- und Tonalbum. 2009 wurde es zur 1. deutschen ABC-App ABC DINO auf iPhones/iPads, 2014 erweitert auf Android, fünfsprachig. Parallel erschienen 5 Tierlieder-Alben auf Deutsch, Berndeutsch, Französisch (Roland Zoss), Englisch (Clare de Lune, Kanada), Spanisch (Mauro Guiretti, Argentinien). Das multimediale Lern-App Projekt ABC DINO Xenegugeli wird begleitet von Notenheften und E-Books. Es ist längst ein Schweizer Klassiker; «Besonders empfohlen» Deutsches Jugendinstitut München.

### «Jimmy Flitz Schweizermaus»
Jimmy Flitz die Schweizermaus ist wie das Xenegugeli eine bekannte Figur in der Schweiz. Sie erschien 1994 im Kinderbuch Das Kind vom Turm und 2003 in der Mundart-Hörspielserie Güschi und das Geheimnis der Echohöhle. Ihre Hauptrolle hatte die Maus ab 2007 in der 6-teiligen Musikhörspielreihe: «Jimmy Flitz, e Reis dür d Schwyz». Die Hörspielreihe schloss 2016. Es folgte die dreiteilige Erstleseheftreihe Jimmy Flitz-Leseblitz und das Lesebuch Jimmy Flitz Schweizermaus. 2010 ehrte die Schweizer Post die Kultmaus mit einer Briefmarke.
Das Adventsmusical «Jimmy Flitz Wiehnacht, Berner Adventsmusical für Stadt & Land» wurde 2013 am Huttwiler Weihnachtsmärit uraufgeführt. Danach war es 7 Jahre mit 40 Musikern und Chor auf Schweiztournee. Es knüpft in 21 zeitgemässen Kompositionen an die Krippenspiel-Tradition an und erzählt die Weihnachtsgeschichte aus der Sicht der Tiere – als Teil 4 der Jimmy-Flitz-Musikhörspielreihe. Die Jimmy Flitz Wiehnacht wird traditionell an Heiligabend an Schulen und am Schweizer Fernsehen SRF 1 aufgeführt. Es erhielt 2015 die Kinderlieder-Auszeichnung Goldigs Chrönli.

### «Muku-Tiki-Mu» Weltmusik
Das Weltmusik-Projekt erschien 2001 in Zusammenarbeit mit der UNESCO-Kommission, WWF und Helvetas. Der «Tanz von Barock bis Rock» umfasst 50 Musiker und 28 Musiken der Welt, eingespielt auf 68 Instrumenten. In Muku-Tiki-Mu (multikulturelle Tier- und Kindermusik) verbindet Zoss Berner Dialekt mit den Sprachen und Musikstilen der Welt. 2 CDs und ein Notenband (Deutsch & Berner Mundart) thematisieren bedrohte Tiere und Völker. Sie verbinden Jazz, Reggae, Rock, Cajun, Sirtaki und Jodel; Salsa, Cajun, chinesische und afrikanische Musik; Barock und indisches Raga. Das Projekt legte in der Schweiz den Grundstein zu vielen modernen multikulturellen Kinderliedern. Einzelne Titel wie Jimmy Flitz, «Biber» oder «Murmeli», gejodelt von Christine Lauterburg, wurden zu Mundart-Hits.

## Auszeichnungen
- 1996: Werkjahr der Stadt Bern für den Musikroman über die Seventies Saitenstrassen
- Seit 2001 diverse Goldige Chrönli-Auszeichnungen für qualitativ hochstehende Produktionen für Kinder.
- 2009 und 2012: Putumayo World Music N.Y. Vertreter der Schweiz auf den Alben European Playground und Sing-Along.
- 2010: Jimmy Flitz, die Schweizermaus als 85-Rappen Briefmarke der Schweizer Post
- 2014: ABC Dino Lern-App Besonders empfohlen vom Deutschen Jugendinstitut[9]
- 2015: Goldigs Chrönli: Rang 1, für Jimmy Flitz Wiehnachts-Musical als bestes Kinderlieder-Album[14]
- 2015: ABC-Dino Xenegugeli, nominiert als «Beste Kinder-App 4–6 Jahre» Frankfurter Buchmesse, Giga Maus

## Publikationen (Auswahl)
- Lieder & Gedichte. Verlag B.v. Greyerz, Bern 1978.
- Wer den Wind vernimmt. Gedichte. Verlag Sauerländer, Aarau 1981.
- Ohrenblicke. Gedichte & Lieder. R. Zoss/Eigenverlag, 1991.
- Die Insel hinterm Mond. Erzählung. Erpf Verlag, 1992, ISBN 3-9524591-0-0.
- Das Kind vom Turm. Bilderbuch. Illustriert von Brigit Herrmann. Licorne Verlag, 1994, ISBN 3-85654-968-4.
- Die Bärenfasnacht. Bilderbuch. Fischer/Licorne Verlag, 1996, ISBN 3-85681-331-4.
- Saitenstrassen. Oder die Melodie des Zufalls. Musikroman. Fischer/Licorne Verlag, 1998, ISBN 978-3-9524591-1-9.
- Xenegugeli. Tier-ABC für Kinder. Sound Service, Ill. Holger Schöpflin, 1999, ISBN 3-908250-32-3.
- ABC Dino. Tier-ABC deutsches E-Book, ISBN 978-1-61842-462-4.
- Multikulturelle Tierlieder. Text- & Notenbuch. Sound Service, 2001, ISBN 3-908250-54-4.
- Güschi und das Geheimnis der Echohöhle. Lesebuch. Ill. Boris Zatko, ISBN 978-3-9524591-2-6.
- Jimmy Flitz Spielheft. Rätselheft. 4-sprachig, Swiss Air Lines 2010, 4. Aufl. 2013.
- Jimmy Flitz die Schweizermaus. Lesebuch. Ill. Viviane Dommann, rikiverlag, 2010, ISBN 978-3-907799-43-7.
- ChinderWiehnacht. Liederheft mit Texten und Noten zur CD. Sound Service, 2013, ISBN 978-3-03739-303-1.
- ChinderWiehnacht. Regiebuch zum Musical mit allen Parturen und Texten. Helbling und Sound Service, 2014, ISBN 978-3-03739-304-8.
- Jesus, Judith & Johannes. Mensch Jesus – eine Erzählung aus dem alten Palästina. BookBaby, 2016, ISBN 978-1-4835-8532-1.
- Jimmy Flitz Leseblitz. Nr. 1: Der Goldschatz. Ill. Heftchen für Erstleser. 2017, ISBN 978-3-03739-341-3.
- Jimmy Flitz Leseblitz. Nr. 2: Lilybelle. Ill. Heftchen für Erstleser. 2018.
- Jimmy Flitz Leseblitz. Nr. 3: Hopp Flitz. Ill. Heftchen für Erstleser. 2019.
- Hippie-Härz, e Trip dür d Seventies. Musikroman und Hörbuch in Berner Mundart. BoD, 2021, ISBN 978-3-7534-4621-9.
- Jimmy Flitz und das Geheimnis der Bäume. Bilderbuch, ill. von Verena Pavoni. 2023, Verlag Baeschlin, ISBN 978-3-03893-068-6.
- Die Geburt der Tage. Kurzgeschichten. BoD, 2024, ISBN 978-3-769-30970-6.

## Diskografie
- Roland Zoss (ACT 2310; Activ Records; 1981)
- Sternstunde (Meteor; 1983)
- Die Ewigkeit klopft an (Elite spezial; 1985)
- Fly my Soul (Elite spezial; 1989)
- 1 & 2 «Muku-Tiki-Mu». Weltkindermusik, UNESCO-Patronat (Sound Service; 2001)
- Liedermärli. Acht Märchenmusicals in Mundart (Sound Service; 2003–2006)
- Härzland. Rock-Pop-Poesie in Mundart mit u. a. Linard Bardill, Yvonne Moore, Carin Lavey, Djamila Tahar-Chaouch, Christoph Kohli, Sarah Rutz u. a. (Universal Switzerland, 2004)
- Schlummerland. Guetnachtliedli mit Shirley Grimes und Asita Hamidi (Sound Service; 2004)
- Schlummerland 2. Guetnachtlieder (Sound Service; 2005)
- Sing Ding. Lieder für Chind & Chöpf, die Welt besungen aus der Sicht der Gegenstände (Sound Service; 2011)
- Ängels Music. Roland Zoss und Jean-Pierre von Dach. 9 Engelsmusiken mit Jean-Pierre v. Dach, Gitarren (Sound Service; 2012)
- Baumlieder Vol. 1. Bäume des Nordens. Baumliederalbum zu 15 Bäumen (Sound Service; 2018)
- Baumlieder Vol. 2. Bäume des Südens. Baumliederalbum zu 13 Bäumen (Sound Service; 2019)

### Güschi, Hörspielreihe
- Güschi. Reihe, 6 Teile (SoundService 2002)

### Xenegugeli, Tier-ABC-Lieder
- Xenegugeli-Tier-ABC. 28 Tierlieder für Kinder (SoundService/Phonag; 1999)
- Xenegugeli GOLD-ABC. 26 neue Tierlieder von A–Z (Sound Service; 2012)

### Jimmy Flitz, Hörspielreihe
- Jimmy Flitz, e Reis dür d Schwyz. Musikhörspiel Episoden 1–3 mit u. a. Büne Huber, Hanery Amman, Roland Zoss Christine Lauterburg Marco Rima u. a. (Sound Service; 2007)
- Hits mit Jimmy Flitz Vol I. Schweizer Mundartstars singen Lieder rund um die Maus (Sound Service; 2009)
- Jimmy Flitz-Wiehnacht: E Reis nach Bethlehem. Episode 4. Musical mit u. a. Steff la Cheffe, Tinu Heiniger, Christine Lauterburg, Julian Sartorius, Res Schmid, Wolfgang Zwiauer (Sound Service; 2013)
- Jimmy Flitz, e Reis dür d Zyt vo de Kelte. Episode 5 (Sound Service; 2015)
- Jimmy Flitz, e Muus im Bundeshuus. Episode 6 der Musikhörspielreihe (Sound Service; 2016)
- Jimmy Flitz Hits Vol. II. Schweizer Mundartstars singen die schönsten Lieder zur Maus (Sound Service; 2017)

DVD
- Jimmy Flitz Wiehnacht. Musical, Fernsehaufzeichnung SRF 1, 2016, ISBN 978-3-03739-342-0

### Hördokument / Hörbuch
- Die Insel hinterm Mond. Hördokument/Feature (Radio DRS 2; 1993)
- Hippie-Härz, e Trip dür d Seventies. Musikhörbuch in Berner Mundart (BoD; 2021) ISBN 978-3-7526-6651-9

## Radio- und Fernseh- und Videoreportagen über Roland Zoss
- Radiointerview mit Peter Latour und Roland Zoss 2004
- Roland Zoss – Musiker, Poet und Lebenskünstler. Video Talk Plattform Jungfrau Zeitung, 2021
- Reto Fehr, Nico Franzoni: Dieser einzige Schweizer hauste erst in einer Eselshöhle und könnte heute steinreich sein. Reportage auf Watson, 6. Mai 2021
- Roland Zoss: Hippie-Härz auf Radio SRF 1, 2021
- Willkommen zu Poesie & Musik von Roland Zoss. auf TV Oberwallis, Neui Müüsig, 2020